# دوزکوی (بورچکا)
دوزکوی (به ترکی استانبولی: Düzköy) یک روستا در ترکیه است که در بورچکا واقع شده‌است. دوزکوی ۸۴۱ نفر جمعیت دارد.